# Diogo Lopes de Sequeira
Diogo Lopes de Sequeira (Alandroal, 1465 — Alandroal, 1530), foi um fidalgo Português que  aportou pela primeira vez em Malaca em 1509, antes da conquista em 1511 por Afonso de Albuquerque. Foi governador da Índia de 1518 a 1522.
Ao serviço de D. Manuel I, foi enviado para fazer o reconhecimento da costa de Madagáscar (então nomeada Ilha de São Lourenço) e respectivas potencialidades comerciais, aportando depois na Índia. Durante esta viagem, que se prolongou por vários anos, chegou a Samatra e Pacém, onde ergueu padrões com as armas portuguesas. Em outras viagens passou por Ceuta, Arzila, Alcácer Ceguer, Diu e Goa, reparando fortalezas em diversas paragens.
Em 1509, pouco antes de Afonso de Albuquerque assumir o cargo de governador da Índia, Lopes de Sequeira comandou a primeira frota portuguesa a chegar a Malaca. Obtendo a autorização do sultão local, aportou com cinco navios para comerciar levando credenciais e presentes. Inicialmente foi bem recebido, desembarcou homens e mercadorias, no entanto não conseguiu um acordo para estabelecer uma feitoria, pois os gujarates, os mercadores muçulmanos locais, opuseram-se com o apoio do bendahara. Visto como uma intrusão no comércio entre o estreito de Malaca e as ilhas indonésias, foi planeada uma tentativa de destruir a expedição. Diogo Lopes de Sequeira abandonou rapidamente a costa com três dos navios, deixando para trás dois navios incendiados, várias baixas e dezanove prisioneiros. Afonso de Albuquerque, instado a libertar os portugueses, conquistaria Malaca em 1511.  Diogo Lopes de Sequeira foi nomeado governador da Índia de 1518 a 1522, cargo que terá desempenhado de forma contestável, enriquecendo abusivamente. Em 1524, já sob D.João III, participou da Conferência de Elvas e Badajoz onde Portugal disputaria as Molucas com Castela, nos acordos de demarcação a Este do da linha do Tratado de Tordesilhas, onde, mercê da relação difícil com o rei, terá assumido uma posição favorável aos últimos.